# Боніфацій Корнеліс де Йонге
Боніфацій Корнеліс де Йонге (нід. Bonifacius Cornelis de Jonge; 22 січня 1875 — 24 червня 1958) — нідерландський політик, п'ятдесят восьмий генерал-губернатор Голландської Ост-Індії.

## Біографія

### Родина
Де йонге був сином Боніфація Корнеліса де Йонге (1834–1907), голови Окружного суду міста Гааги, а згодом судді Верховного Суду Нідерландів, і Елізабети Генріетти Марії Філліпс (1839–1927). 5 липня 1904 року він одружився з Анною Корнелією, баронесою ван Вассенаер (1883-1959), засновницею і очільницею Загального фонду підтримки корінних народів. Мав четверо дітей.

### Кар'єра
Член Християнського Історичного союзу з 1917 року. 15 червня 1917 року де Йонге був призначений військовим міністром в кабінет ван дер Ліндена. Де Йонге є відповідальний за політику нідерландського ніейтралітету у Першій світовій війні. 28 червня 1918 року він був призначений тимчасовим міністром воєнно-морського флоту. Він займав посаду міністра в обох міністерствах до відставки уряду 9 вересня 1918 року.
Уряд Колейна призначив де Йонге членом правління Bataafse Petroleum Maatschappij. Він відмовився від міністерських посад, які йому пропонували в 1920 і 1922 році. Він також відмовився від посади королівського комісара в Утрехті в 1924 році.
В 1931 році де Йонге був призначений генерал-губернатором Голландської Ост-Індії. На цій посаді він проводив жорстку, авторитарну політику. Він двічі зустрічався з лідером націонал-соціалістів Антоном Муссертом, боровся проти опозиції. Сукарно, Мохаммад Хатта і Сутан Шарір були інтерновані в концентраційний табір Бовен-Дігул на Папуа. 
Боніфацій Корнеліс де Йонге помер 24 червня 1958 року. Він був нагороджений командором ордену Нідерландського лева і великим хрестом ордену Оранських-Нассау.